# Hendrick van Berckenrode
Hendrick van Berckenrode (circa 1565 - 1 juni 1634) was een Nederlandse burgemeester van Haarlem.
Hij was de zoon van Adriaen van Berckenrode, een Haarlemse rechter en burgemeester, en Christina van Blanckeroort. Hij is nooit getrouwd en werd net als zijn vader rechter, magistraat en burgemeester van Haarlem. Hij werd lid van het Hoogheemraadschap van Rijnland en kolonel van de schutterij St. Jorisdoelen in Haarlem van 1606 tot 1615, en kolonel van de schutterij Sint Adrianus van 1618 tot 1621. Hij werd geportretteerd door Frans Hals in het schuttersstuk Schutters van de St. Jorisdoelen uit 1616.
Hij stierf in Haarlem als laatste van de Berckenrodes van kasteel Berckenrode en werd begraven in de Grote kerk.